# Solvay Mountains
Solvay Mountains är ett berg i Antarktis. Det ligger i Västantarktis. Argentina, Chile och Storbritannien gör anspråk på området. Toppen på Solvay Mountains är 1 500 meter över havet.
Terrängen runt Solvay Mountains är bergig åt sydväst, men åt nordost är den kuperad. Trakten är obefolkad. Det finns inga samhällen i närheten. 